# Allium commutatum
Allium commutatum, és una espècie de planta bulbosa geòfita del gènere Allium, pertanyent a la família de les amaril·lidàcies, de l'ordre de les Asparagals. Es distribueix per la regió de la Mediterrània central i a les Illes Balears.

## Descripció
Allium commutatum, és un all que es troba sovint en zones rocoses litorals, de vegades formant una catifa contínua. Quan floreix, les fulles, que són molt amples, s'assequen. Les flors són blanquinoses o rosades. Floreix a la fi de la primavera i principi d'estiu.

## Taxonomia
Allium commutatum va ser descrita per Giovanni Gussone i publicat a Enum. Pl. Inarim.: 339 (1855).
Allium: nom genèric molt antic. Les plantes d'aquest gènere eren conegudes tant pels romans com pels grecs. Ara, sembla que el terme té un origen cèltic i significa "cremar", en referència a la forta olor acre de la planta. Un dels primers a utilitzar aquest nom per a finalitats botàniques va ser el naturalista francès Joseph Pitton de Tournefort (1656-1708).
commutatum: epítet llatí que significa "canviable".
Sinonímia
- Allium aestivale J.J.Rodr.
- Allium ampeloprasum subsp. bimetrale (Gand.) Hayek
- Allium ampeloprasum var. commutatum (Guss.) Fiori
- Allium ampeloprasum var. lussinense Haracic
- Allium ampeloprasum var. pruinosum Boiss.
- Allium ampeloprasum subsp. pruinosum K.Richt.
- Allium bimetrale Gand.
- Allium pruinosum Candargy
- Allium rotundum subsp. commutatum (Guss.) Nyman
- Allium wildii Heldr[4]